# Pazy
Pazy ist eine französische Gemeinde mit 293 Einwohnern (Stand: 1. Januar 2022) und ein gleichnamiges Dorf im Département Nièvre in der Region Bourgogne-Franche-Comté. Sie gehört zum Arrondissement Clamecy und zum Kanton Corbigny.

## Geographie
Das Dorf liegt etwa 63 Kilometer südlich von Auxerre am Rande des Morvan. Umgeben wird Pazy von den Nachbargemeinden von Héry im Nordwesten und Norden, Chaumot im Norden und Nordosten, Corbigny im Nordosten und Osten, Sardy-lès-Épiry im Südosten, La Collancelle im Süden, Vitry-Laché im Südwesten sowie Guipy im Westen.

## Bevölkerungsentwicklung
| Jahr                       | 1962 | 1968 | 1975 | 1982 | 1990 | 1999 | 2006 | 2011 | 2020 |
| -------------------------- | ---- | ---- | ---- | ---- | ---- | ---- | ---- | ---- | ---- |
| Einwohner                  | 395  | 375  | 338  | 345  | 327  | 324  | 320  | 325  | 293  |
| Quellen: Cassini und INSEE |      |      |      |      |      |      |      |      |      |

## Sehenswürdigkeiten
- Kirche Saint-Prix aus dem 12. Jahrhundert
- Schloss La Chaise aus dem 15. Jahrhundert

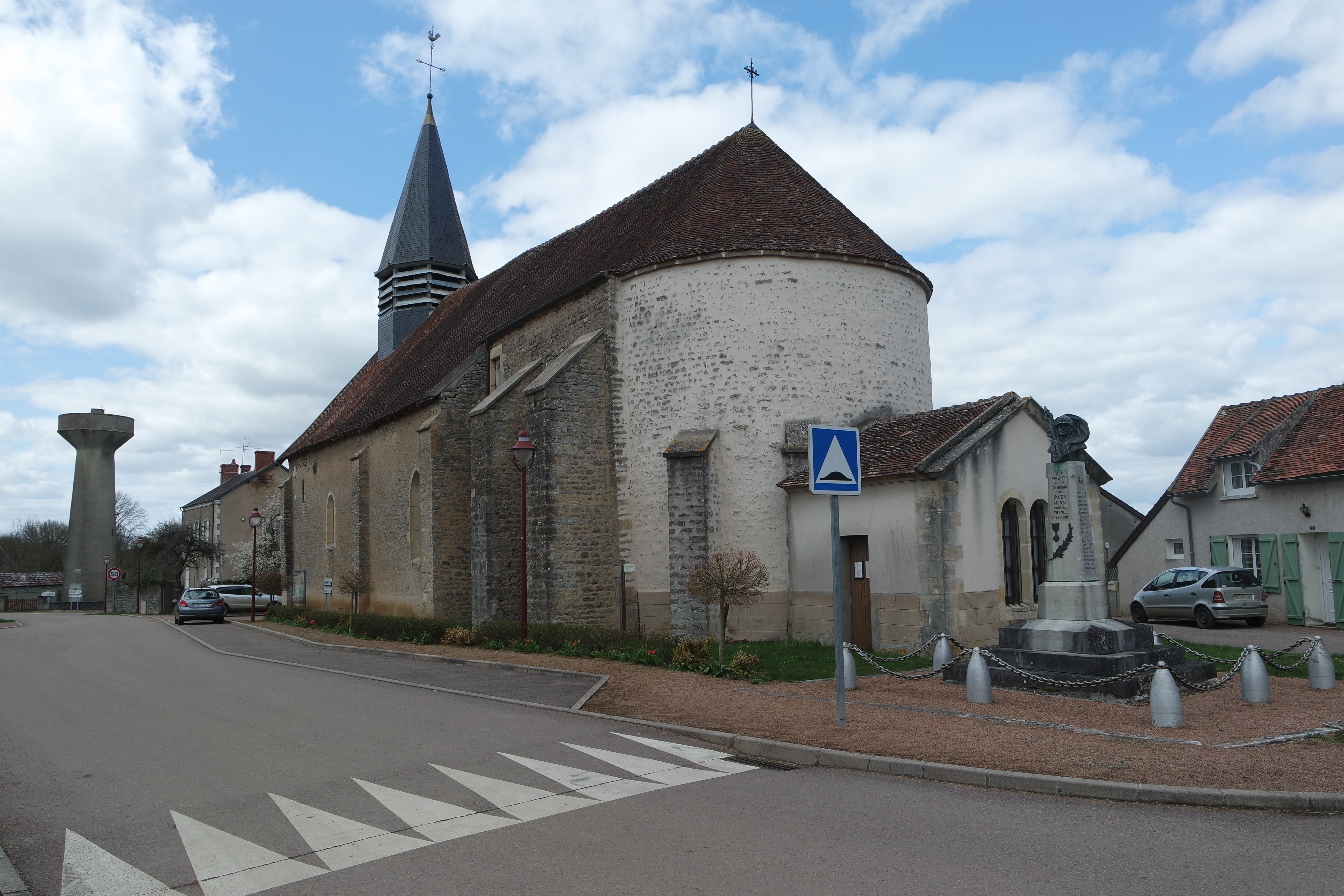
Kirche Saint-Prix